# Phyllonorycter ostryaefoliella
Phyllonorycter ostryaefoliella là một loài bướm đêm thuộc họ Gracillariidae. Nó được tìm thấy ở Canada (Nova Scotia, Ontario và Québec) Hoa Kỳ (bao gồm Connecticut, Illinois, New York, Kentucky, Maine và Vermont).
Sải cánh dài 6-6.5 mm.
Ấu trùng ăn Ostrya species, bao gồm Ostrya virginiana và Ostrya virginica. Chúng ăn lá nơi chúng làm tổ.